# Sankt Ingbert
Sankt Ingbert (ufficialmente: St. Ingbert, in tedesco palatino Dingmert) è un comune del circondario del Saarpfalz nella Saarland, in Germania. È situato a circa 10 km a nordest di Saarbrücken ed a 10 km a sud-ovest di Neunkirchen.
Il nome di "Sankt Ingbert" deriva dal nome del santo irlandese Sant'Ingoberto.